# Oyugis
Oyugis är en stad i distriktet Rachuonyo i provinsen Nyanza i Kenya. Centralorten hade 9 096 invånare vid folkräkningen 2009, med totalt 52 354 invånare inom hela stadsgränsen. Oyugis är Ruchionyos kommersiella centrum, även om administrationen numera har sitt säte i Kosele.